# Chocnějovice
Obec Chocnějovice (německy Kotzniowitz) se nachází v okrese Mladá Boleslav, kraj Středočeský. Rozkládá se asi devatenáct kilometrů severně od Mladé Boleslavi a šest kilometrů severně od města Mnichovo Hradiště. Žije zde 426 obyvatel.

## Historie
První písemná zmínka o vesnici pochází z roku 1322.
Ve vsi Chocnějovice se 161 obyvateli v roce 1932 byly evidovány tyto živnosti a obchody: družstvo pro rozvod elektrické energie, 2 hostince, kovář, krejčí, mlýn, obchod se smíšeným zbožím, trafika.

### Územněsprávní začlenění
Dějiny územněsprávního začleňování zahrnují období od roku 1850 do současnosti. V chronologickém přehledu je uvedena územně administrativní příslušnost obce v roce, kdy ke změně došlo:
- 1850 země česká, kraj Jičín, politický okres Mladá Boleslav, soudní okres Mnichovo Hradiště[6]
- 1855 země česká, kraj Mladá Boleslav, soudní okres Mnichovo Hradiště[6]
- 1868 země česká, politický i soudní okres Mnichovo Hradiště[6]
- 1939 země česká, Oberlandrat Jičín, politický i soudní okres Mnichovo Hradiště[7]
- 1942 země česká, Oberlandrat Praha, politický okres Mladá Boleslav, soudní okres Mnichovo Hradiště[8]
- 1945 země česká, správní i soudní okres Mnichovo Hradiště[9]
- 1949 Liberecký kraj, okres Mnichovo Hradiště[10]
- 1960 Středočeský kraj, okres Mladá Boleslav[11]

## Části obce
- Chocnějovice
- Buda
- Buřínsko 1.díl
- Buřínsko 2.díl
- Drahotice
- Ouč
- Rostkov
- Sovenice

## Doprava
Obcí prochází silnice III. třídy. Katastrální území obce protíná silnice II/277 Mnichovo Hradiště – Český Dub. Železniční trať ani stanice na území obce nejsou. Nejblíže obci je železniční stanice Loukov u Mnichova Hradiště ve vzdálenosti sedm kilometrů ležící na trati Praha–Turnov v úseku z Mladé Boleslavi do Turnova.
V obci zastavovaly v květnu 2011 autobusové linky jedoucí do těchto cílů: Český Dub, Lázně Kundratice, Mladá Boleslav, Mnichovo Hradiště, Praha, Turnov.

## Pamětihodnosti

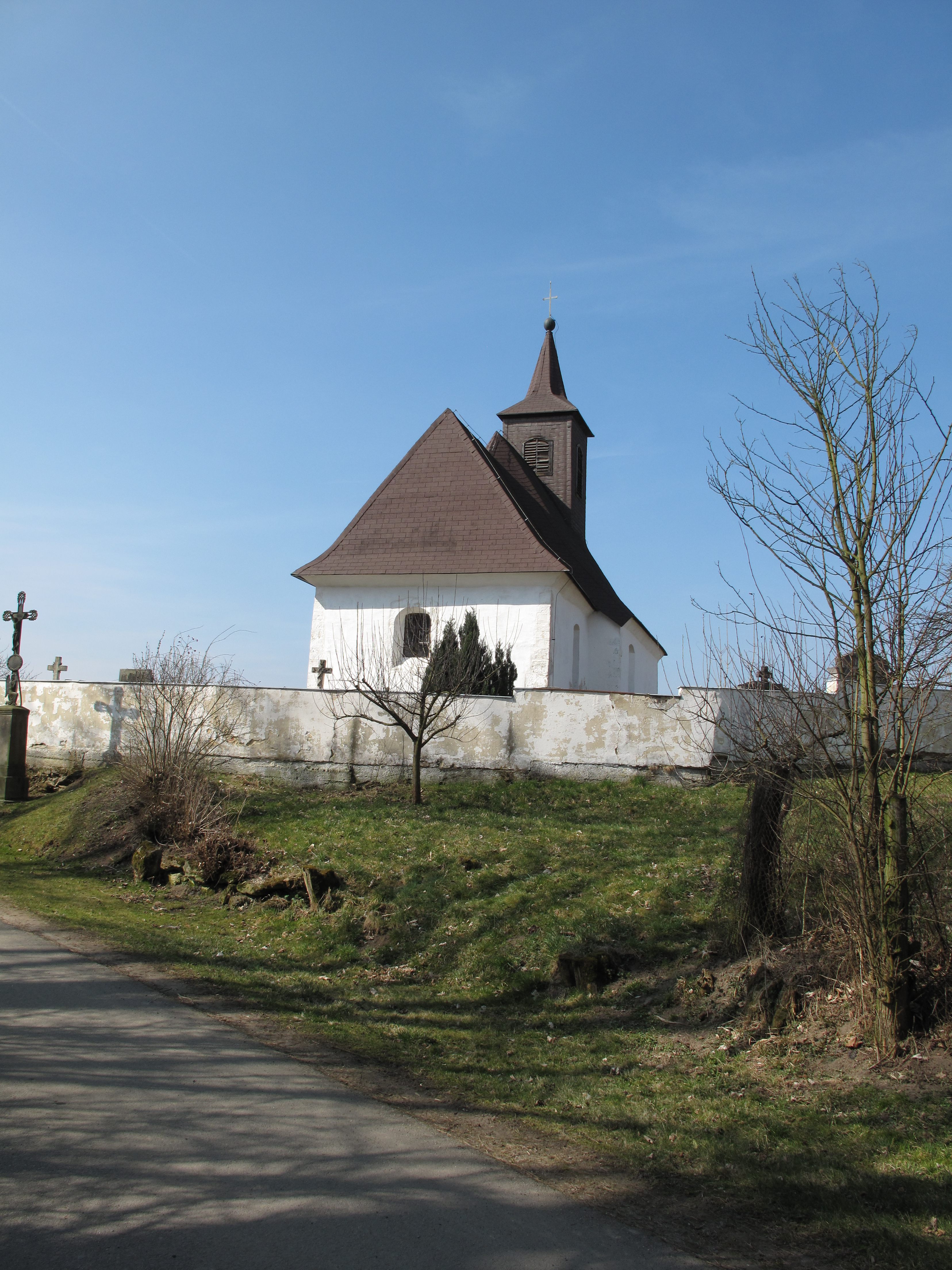
Kostel svatého Havla

- V severozápadní části vesnice stojí kostel svatého Havla. První písemná zmínka o něm pochází z roku 1350, ale předpokládá se, že je o sto let starší. Ve středověku byl sídlem farním kostelem, později se stal filiálním kostelem farnosti Loukovec

## Rodáci
- Jan Filip
- Miloslav Rechcígl starší
- Miloslav Rechcigl